# Daniel Winkler (Moderator)
Daniel Winkler (* 28. März 1981) ist ein Südtiroler Radiomoderator, Kolumnist und Buchautor. Er arbeitet als Morgenmoderator des Südtiroler Radiosenders Südtirol 1.

## Leben
Winkler trat erstmals 1998 als Radiomoderator bei Radio Sonnenschein in Lana in Erscheinung. 1999 wechselte er als Redakteur und Moderator zu RSW (Radio Sarner Welle) und arbeitet seit 2001 als Chefmoderator beim Südtiroler Privatsender Südtirol 1 in Bozen.
Seit 2001 ist Daniel Winkler auch Gastgeber des Südtirol 1-Sonntagsfrühstücks „Feuer & Flamme“, wobei er unter anderem Herbert Grönemeyer, Mario Adorf, Michelle Hunziker oder Philipp Lahm zum Interview bat. Im Dezember 2010 erschien online erstmals ein Kurzvideo von „Feuer & Flamme“. Im November 2011 holte Daniel Winkler die deutsche Bundeskanzlerin Angela Merkel vor das Mikrofon und sprach mit ihr unter anderem über die Liebe zu ihrem Urlaubsland Südtirol.
Hörfunkausbildungen absolvierte Winkler unter anderem an der Deutschen Hörfunkakademie in Dortmund. Radio- und Medienerfahrung sammelte er bei Hitradio FFH in Hessen, Inselradio Mallorca, Radio Hamburg sowie RTL-Explosiv in Köln.
Seit 2006 ist Daniel Winkler als wöchentlicher Kolumnist für die Südtiroler Sonntagszeitung Zett tätig. Im Jahr 2009 erschien Winklers Buch „Daniel Winkler & die Promis“ (Athesia-Verlag Bozen), das bereits nach drei Monaten ausverkauft war. Im April 2012 kam sein zweites Buch, der Ratgeber „Nie wieder Morgenmuffel - 50 Wachmacher-Tipps von Daniel Winkler“ (Athesia-Verlag Bozen) auf den Markt.
Daniel Winkler trat in Südtirol auch als Moderator bei Veranstaltungen und Events auf. Außerdem ist er Werbeträger des Südtiroler Modelabels „Luis Trenker“ und des Jugendprogramms der Südtiroler Raiffeisenkassen „Bank the Future“.

## Medienstimmen
In der Sonntagszeitung Zett meinte Südtirols Landeshauptmann Luis Durnwalder im Rahmen der Vorstellung von „Daniel Winkler & die Promis“ im November 2009 über den Buchautor: „Mit seiner jungen sympathischen Art und seiner Energie muss man ihm fast frei von der Leber weg erzählen, was er wissen will.“
Im Oktober 2010 titelte die Südtiroler Tageszeitung Dolomiten „Dolomiten schneller als Bild“, nachdem Daniel Winkler noch vor den bundesdeutschen Medien das erste offizielle Interview mit dem SPD-Politiker Frank-Walter Steinmeier nach dessen Nierentransplantation ergattert hatte.

## Publikationen
- „Daniel Winkler & die Promis“, Athesia-Verlag Bozen, ISBN 978-88-6011-138-8
- „Nie wieder Morgenmuffel“, Athesia-Verlag Bozen, ISBN 978-88-8266-859-4